# Picardaea cubensis
Picardaea cubensis är en måreväxtart som först beskrevs av August Heinrich Rudolf Grisebach, och fick sitt nu gällande namn av Nathaniel Lord Britton och Ignatz Urban. Picardaea cubensis ingår i släktet Picardaea och familjen måreväxter. Inga underarter finns listade i Catalogue of Life.